# The Ring and the Book
The Ring and the Book' é um longo poema narrativo dramático, mais especificamente, um romance em versos, de 21.000 linhas, escrito por Robert Browning. Foi publicado em quatro volumes de 1868 a 1869 por Smith, Elder & Co. Trata de um julgamento envolvendo intrigas na Roma do final do século XVII. Segundo seu autor, foi baseado em um documento real, um livro sobre tal processo encontrado por um acaso em um livreiro. É considerado pela crítica como o mais importante livro de Browning.